# Pterolophia shiva
Pterolophia shiva är en skalbaggsart som beskrevs av Holzschuh 2006. Pterolophia shiva ingår i släktet Pterolophia och familjen långhorningar.
Artens utbredningsområde är Nepal. Inga underarter finns listade i Catalogue of Life.